# Liste der Fließgewässer im Flusssystem Seebach
Die Liste der Fließgewässer im Flusssystem Seebach umfasst alle direkten und indirekten Zuflüsse des Seebaches, soweit sie namentlich auf der Topographischen Karte 1:10000 Bayern Nord (DK 10), im Kartenwerk des Stadtplandienstes der Euro-Cities AG oder im Kartenservicesystem des Bayerischen Landesamts für Umwelt (LfU) aufgeführt werden. Namenlose Zuläufe und Abzweigungen werden nicht berücksichtigt. Wenn sich der Gewässername nach dem Zusammenfluss zweier Gewässerabschnitte ändert, werden die beiden Zuflüsse als Quellzuflüsse separat angeführt, ansonsten erscheint der Teilbereichsname in Klammern. Die Längenangaben werden auf eine Nachkommastelle gerundet. Die Fließgewässer werden jeweils flussabwärts aufgeführt. Die orografische Richtungsangabe bezieht sich auf das direkt übergeordnete Gewässer.

## Seebach
Der Seebach ist ein etwa 6,5 km (mit Schwappach 16 km) langer linker Nebenfluss des Mains.

## Zuflüsse
Direkte und indirekte Zuflüsse des Seebaches
- Erlwiesenbach (rechts)
- Ebertsgraben (links)
- Schwappach (links) (mit Steinsfelder Mühlbach 9,3 km)
  - Steinsfelder Mühlbach (linker Quellbach)
    - Löhrenbach (linker Quellbach)
      - Lochgraben (links)

    - Eschenauer Mühlbach (rechter Quellbach)
    - Leitenbach (links)
    - Seegraben (links)
    - Zabelbach (links)
      - Saarwiesenbach (linker Quellbach)
      - Dorfwiesenbach (rechter Quellbach)

    - Ochsenwiesengraben (links)
    - Gereuthgraben (links)

  - Dürrbach (rechter Quellbach)
- Horhäuser Mühlbach[1] (Dampfach) (links)
  - Dampfach (linker Quellbach)
    - Tiefenseebächlein (rechter Quellbach)
      - Schelmengassegraben (rechts)
        - Hägerngraben (links)

      - Schwappacher Seegraben (rechts)
        - Heinachsgraben (linker Quellbach)
        - Saarlochgraben (rechter Quellbach)

      - Höckerseegraben (links)

    - Langer Anspanngraben (linker Quellbach)

  - Wedelwasengraben (linker Quellbach)
    - Mittelholzgraben (links)
    - Erlesbach (rechts)
- Pfaffbach (links)